# Tsapatagh
Tsapatagh (in armeno Ծափաթաղ?) è un comune dell'Armenia di 429 abitanti (2009) della provincia di Gegharkunik.